# نهائي بطولة الأندية العربية لأبطال الدوري 1996
نهائي بطولة الأندية العربية لأبطال الدوري 1996 هي المباراة النهائية للنسخة الثانية عشر من بطولة كأس العرب للأندية الأبطال وفاز بها النادي الأهلي المصري على نادي الرجاء المغربي.

## الفرق
| الفريق | الإتحاد المحلي                      | الإتحاد القاري              | المنطقة      | وصول سابق (الخط الغليظ يشير إلى بطل تلك النسخة) |
| ------ | ----------------------------------- | --------------------------- | ------------ | ----------------------------------------------- |
| الأهلي | الاتحاد المصري لكرة القدم           | الاتحاد الأفريقي لكرة القدم | شمال أفريقيا | 0                                               |
| الرجاء | الجامعة الملكية المغربية لكرة القدم | الاتحاد الأفريقي لكرة القدم | شمال أفريقيا | 0                                               |

## المباراة
| الأهلي | 3–1     | الرجاء |
| ------ | ------- | ------ |
|        | (تقرير) |        |